# Partido judicial de Jaén
El partido judicial de Jaén es uno de los 85 partidos judiciales en los que se divide la comunidad autónoma de Andalucía, creado por Real Decreto en 1983, como número uno de los diez en que se divide la provincia de Jaén, en España.

## Ámbito geográfico
| Partido Judicial | Capital de partido | Municipios que comprende |
| ---------------- | ------------------ | --- |
| 1                | Jaén               | Albanchez de Mágina, Bedmar y Garcíez, Bélmez de la Moraleda, Cabra del Santo Cristo, Cambil, Campillo de Arenas, Cárcheles, Cazalilla, Espeluy, Fuerte del Rey, La Guardia de Jaén, Huelma, Jaén, Jimena, Mancha Real, Mengíbar, Noalejo, Pegalajar, Torredelcampo, Torres, Valdepeñas de Jaén, Los Villares y Villatorres. |